# Хед, Мартин Джонсон
Мартин Джонсон Хед (Хэд) (англ. Martin Johnson Heade; 1819—1904) — американский художник-натуралист. Участник школы реки Гудзон.

## Биография
Родился 11 августа 1819 года в местечке Ламбервилл, расположенном на берегу реки Делавэр, штат Пенсильвания. Был старшим сыном в большой семье Джозефа Хида (псевдоним «Хед» Мартин взял после переезда в Нью-Йорк) — фермера и владельца лесопилки.
Первые уроки живописи Хеду давал местный художник Эдвард Хикс, не наделённый большим талантом живописца. У Хикса Мартин выучился только основам изобразительного искусства, а технику написания он постигал самостоятельно. Успехи Хеда были настолько велики, что в 1840 году он поехал продолжать обучение живописному мастерству сначала в Англию, затем во Францию и в Италию, конкретно в Рим, где учился в течение двух лет.
Два года спустя он вернулся в Пенсильванию, где впервые продемонстрировал свои работы в Академии изящных искусств. В 1843 году Хед переехал в Нью-Йорк и продолжил работать в жанре портрета, иногда выполняя наброски натюрмортов.
В 1848 году он совершил повторную поездку в Рим и посетил Париж, что сформировало у него тягу к перемене мест и к путешествиям. Хед мигрировал по разным городам страны — Сент-Луис, Чикаго, Трентон, Провиденс и другие.
В 1859 году Мартин Хед вновь оказался в Нью-Йорке, где из всех своих знакомых-художников больше сблизился с Фредериком Чёрчем — пейзажистом и романтистом.
В 1863 году Хед совершил путешествие в Бразилию — рай для биологов и пленэристов. Темами для картин Мартина Хеда стала природа этой страны — его бразильская серия насчитывает более сорока картин. Любовь к природе способствовала путешествию художника в Никарагуа, Панаму, Ямайку и Колумбию.
В 1880-х годах Хед вернулся к живописи натюрмортов.
В 1883 году он женился и переехал на постоянное жительство во Флориду (в городок Сент-Огастин), где умер 4 сентября 1904 года.

## Интересный факт
- Первым и единственным прижизненным поклонником творчества Мартина Хеда был крупный промышленный магнат Генри Моррисон Флаглер, который регулярно приобретал работы художника в период с 1880-х по 1890-е годы.

## Галерея

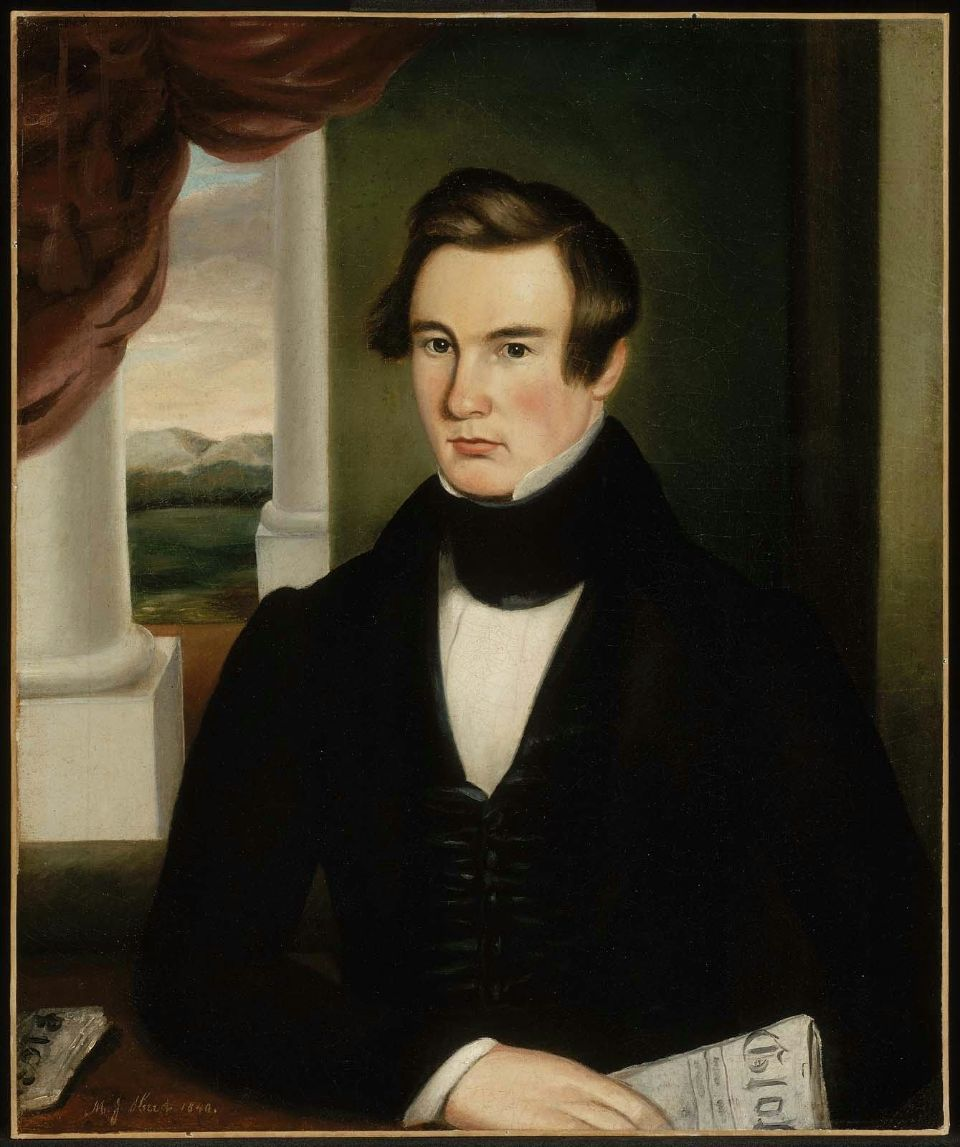
Портрет мужчины, 1840 год
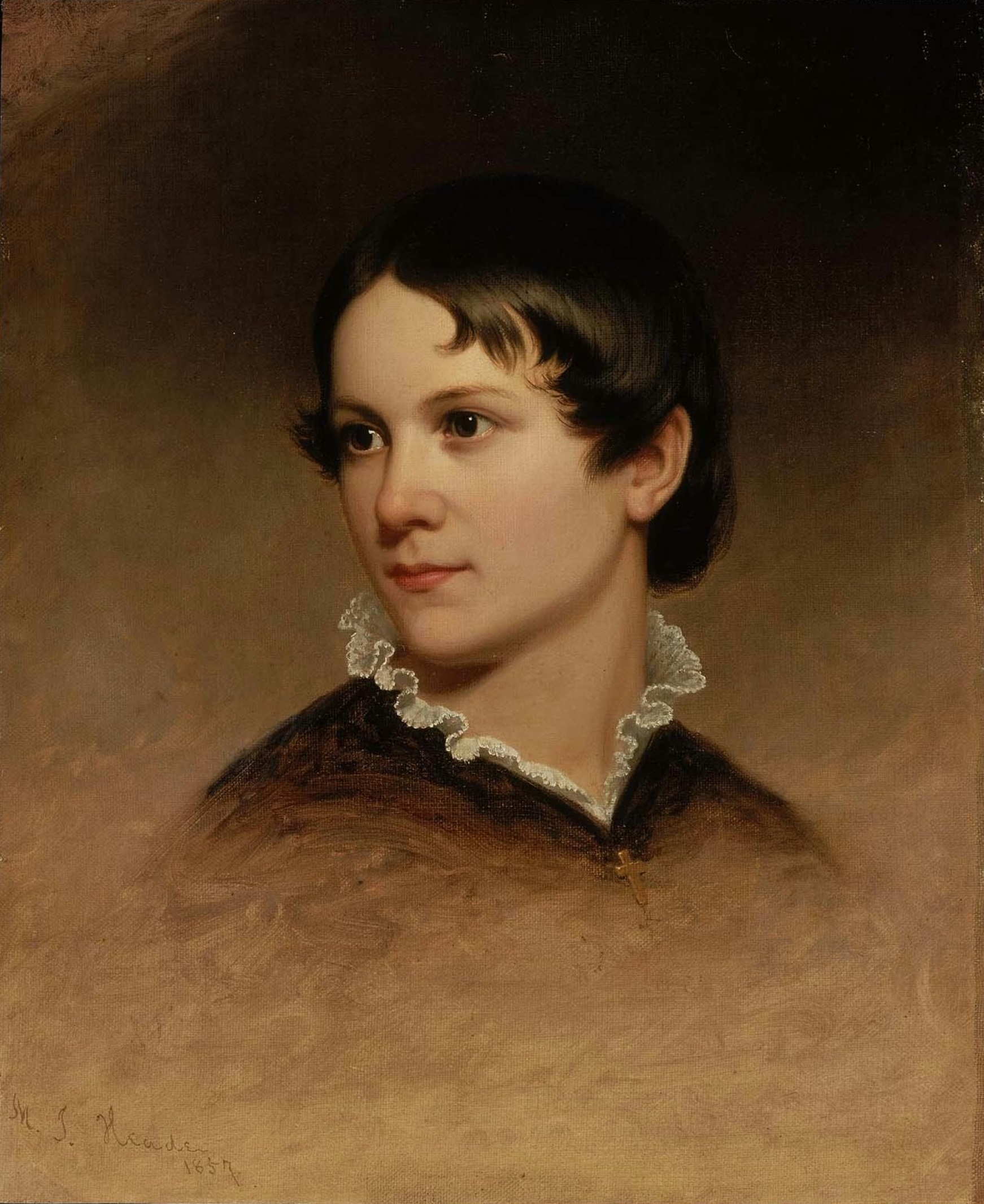
Мэри Ребекка Кларк, 1857 год
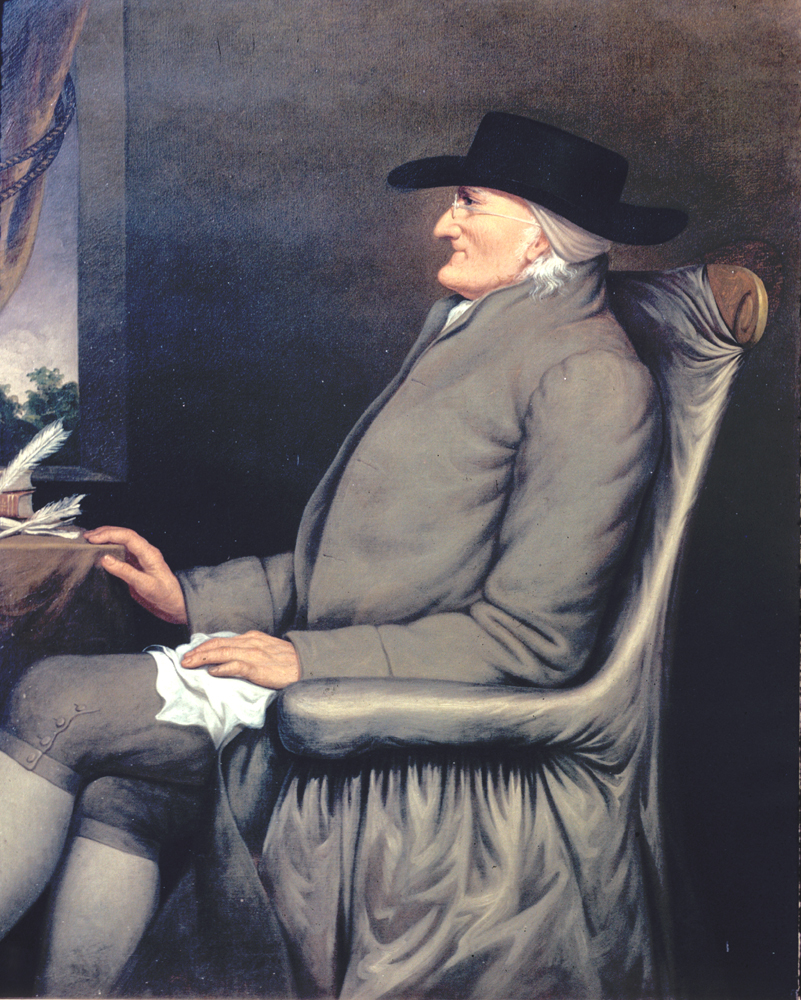
Мозес Браун, 1857 год
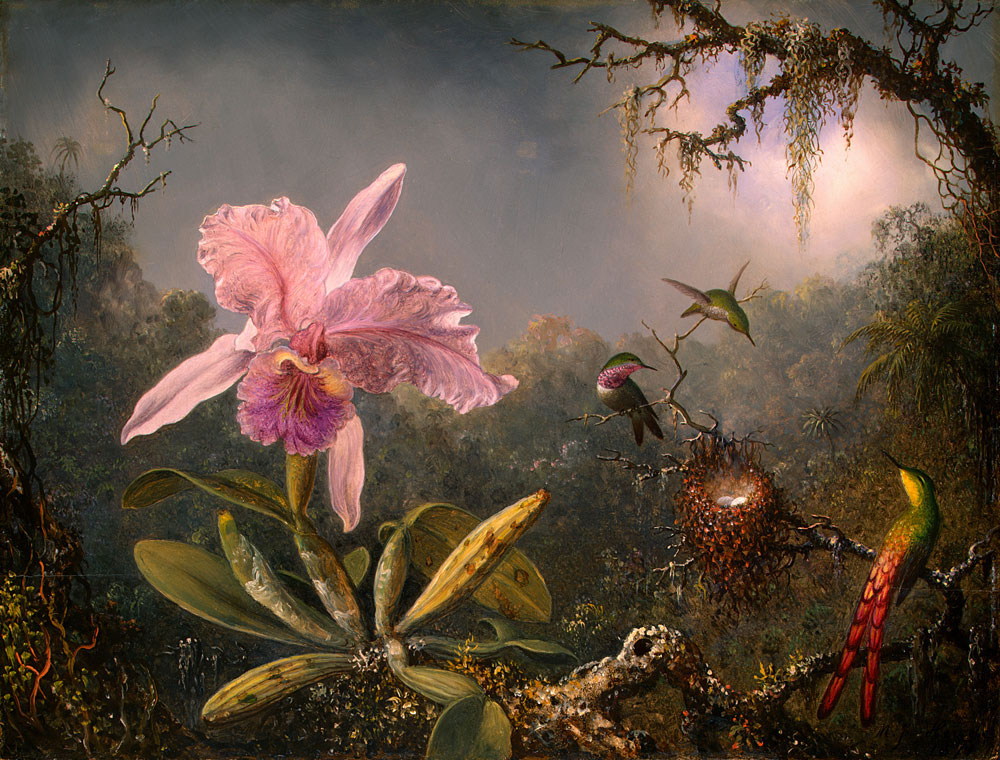
Орхидея Каттлея и три бразильских колибри, 1871 год
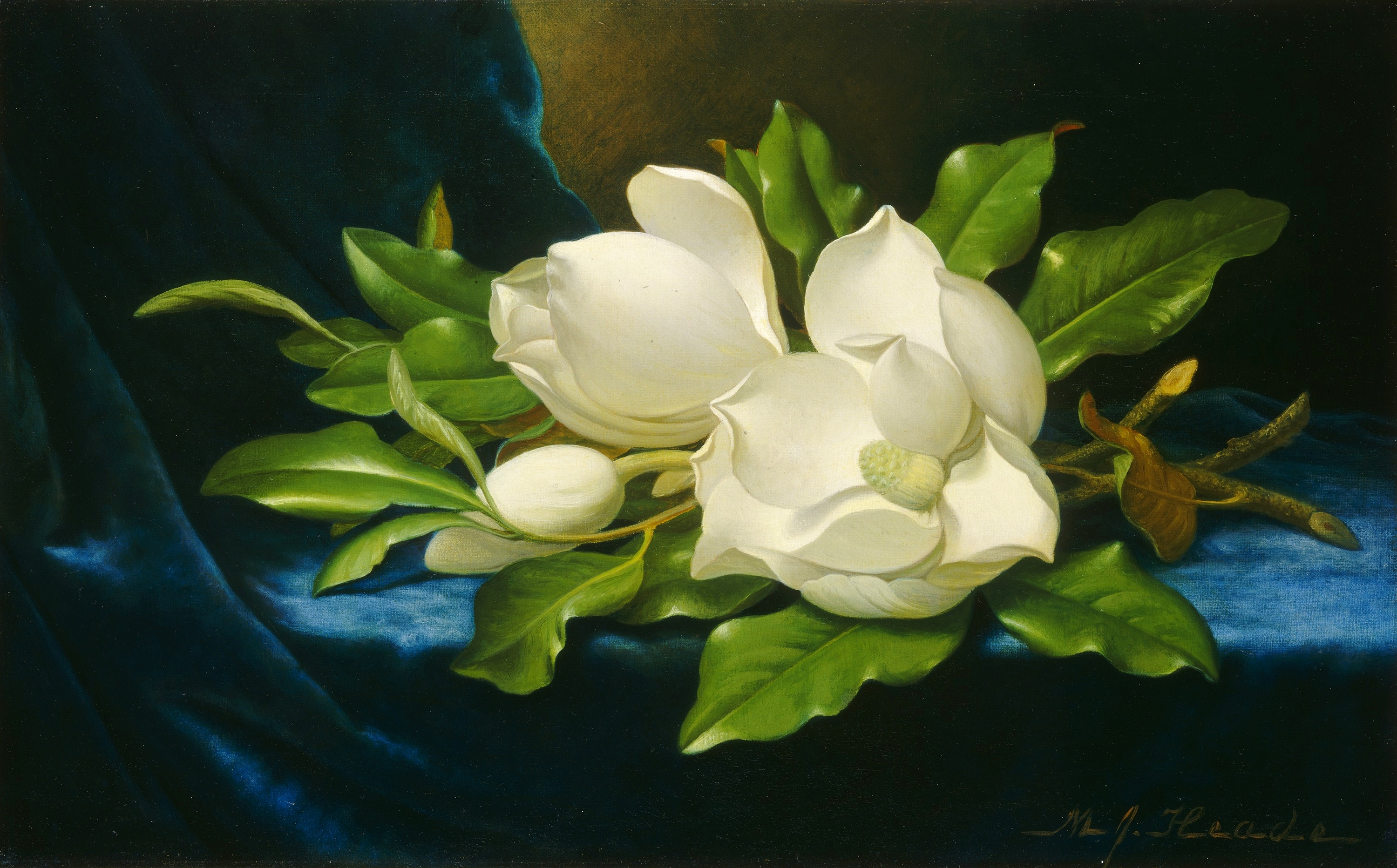
Крупные магнолии на синем бархате, 1890 год
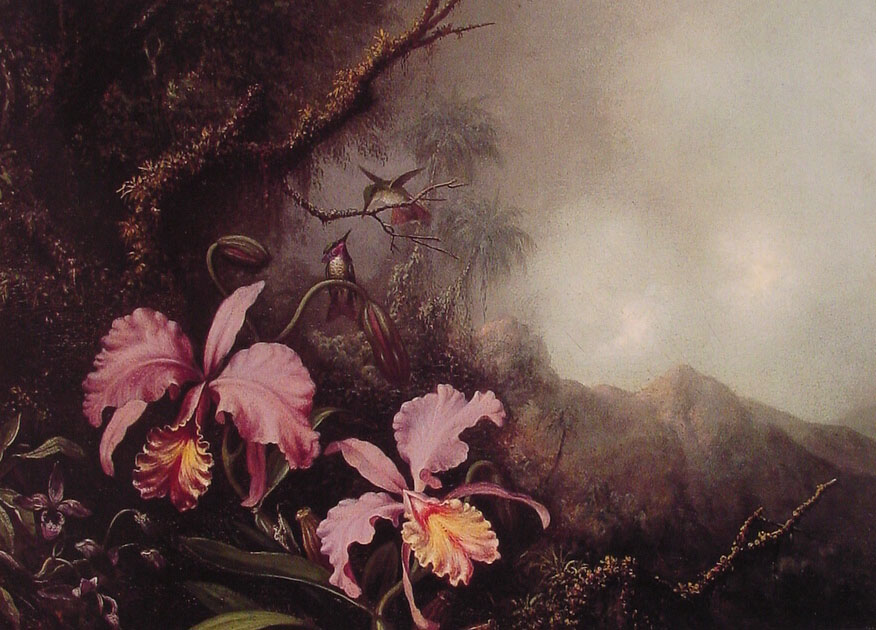
Две орхидеи и колибри на фоне гор, 1870 год